# Raft (gra komputerowa)
Raft – komputerowa gra survivalowa wyprodukowana przez studio Redbeet Interactive, a wydana przez Axolot Games 23 maja 2018 w formie wczesnego dostępu na platformie Steam. 20 czerwca 2022 ukazała się pełna wersja.

## Rozgrywka
Gra przedstawiona jest z widoku pierwszoosobowego i umożliwia rozgrywkę zarówno w trybie dla jednego gracza, jak i w trybie wieloosobowym. Gracz zaczyna rozgrywkę na tratwie, na środku oceanu. Ma do dyspozycji hak, za pomocą którego może łowić z wody beczki, drewno, liście palmowe, plastik i inne przedmioty. Można opuścić tratwę i zbierać rzeczy podczas pływania, jednak w tym czasie tratwa może zostać porwana przez prąd morski, a postać może zostać zaatakowana i zabita przez rekina.
Korzystając z systemu rzemiosła, bohater może wykorzystać zebraną zawartość do zbadania i stworzenia nowych przedmiotów oraz do rozbudowy i ulepszenia tratwy. Przykładowo może wyprodukować narzędzia, broń i sieci rybackie, ulepszyć system sterowania tratwą oraz tworzyć elementy kosmetyczne. Musi również radzić sobie z podstawowymi potrzebami, takimi jak głód i pragnienie, polując na ryby i uprawiając rośliny oraz oczyszczając wodę do picia. Istnieje możliwość podpłynięcia tratwą do wysp, które można eksplorować w celu zdobycia specjalnych przedmiotów i zasobów. Protagonista może również nurkować w regionach przybrzeżnych, aby zbierać specjalne przedmioty.
Za pomocą radia, znajdującego się na stole badawczym, twórcy przedstawiają graczom fabułę. Świat został opuszczony, a główny bohater poszukuje swojej żony i córki. Korzystając z radia, zmieniając jego częstotliwość, można znaleźć pobliskie sygnały radiowe. Fabułę przedstawiono za pośrednictwem sekwencji przygód, których gracz doświadcza podczas eksploracji wysp. Wszystkie istotne momenty są zapisywane automatycznie w pamiętniku bohatera. Po zebraniu w pamiętniku wszystkich podstawowych wątków, pojawia się nowa częstotliwość radiowa, która umożliwia uczestnictwo w kolejnej przygodzie. Raft nadal jest rozwijany, co oznacza, że fabuła gry nie została jeszcze ukończona.
W trybie wieloosobowym serwer jest automatycznie tworzony przez grę, a rozgrywka toczy się w trybie kooperacji.

## Rozwój oraz publikacja gry
Raft został opracowany przez trzech szwedzkich studentów z Uniwersytetu w Uppsali. Pracę nad grą rozpoczęto w 2016. Produkcja została wydana w formie wczesnego dostępu 23 maja 2018 na platformie Steam. Wcześniej była dystrybuowana za pośrednictwem niezależnej platformy Itch.io, z której nadal można pobrać darmową wersję gry. Wersja na Linuksa została wycofana wraz z aktualizacją 1.05 z powodu ograniczeń czasowych. Dwa tygodnie po premierze gra była trzecim najczęściej ogrywanym tytułem na platformie Steam, sprzedając się w ponad 400 000 egzemplarzach. Twórcy często udostępniają aktualizacje, dzięki czemu regularnie dodawane są nowe funkcje.

## Odbiór
Do końca maja 2017 wersja we wczesnym dostępie została pobrana ponad siedem milionów razy. Serwis internetowy „Polygon” uznał grę za jeden z najlepszych tytułów na platformie Steam wydanych w 2018, chwaląc możliwość eksploracji świata, zbierania surowców oraz system rozwoju postaci. Gra zyskała sławę dzięki licznym filmom na platformie YouTube.